# Juglans neotropica
Espèce
Statut de conservation UICN

 EN (needs updating) A1acd+2cd : En danger
Juglans neotropica est une espèce de plantes à fleurs de la famille des Juglandaceae. C'est un arbre originaire d'Amérique du Sud.

## Répartition
Cette espèce est présente en Colombie, en Équateur et au Pérou.